# NGC 5591
NGC 5591 est une vaste galaxie spirale située dans la constellation de la Bouvier. Sa vitesse par rapport au fond diffus cosmologique est de 7 902 ± 18 km/s, ce qui correspond à une distance de Hubble de 116,6 ± 8,2 Mpc (∼380 millions d'al). NGC 5591 a été découverte par l'astronome américain Lewis Swift en 1886.
NGC 5591 présente une large raie HI. Selon la base de données Simbad, NGC 5591 est une radiogalaxie. NGC 5591 est une galaxie dont le noyau brille dans le domaine de l'ultraviolet. Elle est inscrite dans le catalogue de Markarian sous la cote Mrk 809 (MK 809).
En réalité, cette galaxie est une paire de galaxies en interaction gravitationnelle constituée de NGC 5591 et de PGC 93125, mais la description qu'en a faite Swift (très pâle, petite et ronde) laisse penser qu'il n'a vu que NGC 5591. À une distance de 116,27 ± 8,14 Mpc (∼379 millions d'al), PGC 93125 est donc considérée comme une compagne et non comme un objet du catalogue NGC.